# 신윤창
신윤창(1926년 2월 18일~1989년 7월 25일)은 대한민국의 정치인이다. 제6·7대 국회의원을 지냈다.

## 역대 선거 결과
|  | 33.5% |

|  | 63.89% |